# Leptothrips mali
Leptothrips mali är en insektsart som först beskrevs av Fitch 1855.  Leptothrips mali ingår i släktet Leptothrips och familjen rörtripsar. Inga underarter finns listade i Catalogue of Life.